# 정원장어
정원장어(garden eel)는 붕장어과 정원장어아과(Heterocongrinae 헤테로콘그리나에[*]에 속하는 물고기들의 총칭이다. 대부분 인도-태평양에 서식하지만 일부 종은 카리브해처럼 대서양의 온난한 수역에서도 발견된다.
이 소형 장어들은 해저에 굴을 파고 머리만 굴 밖으로 내밀고 있는 습성이 있다. 머리를 움직여 떠도는 플랑크톤을 먹는다. 놀라거나 위험이 닥치면 순식간에 구멍으로 숨는다. 집단생활을 하기 때문에 이렇게 해저에 정원장어들이 옹기종기 모여 있으면 마치 정원에 화초들이 "자라는" 것처럼 보인다고 이런 이름이 붙었다. 종에 따라 몸 색깔은 각양각색이다. 가장 큰 정원장어는 신장 약 120 센티미터이지만, 대부분의 종은 60 센티미터를 넘지 못한다. 먹이를 먹을 때조차 구멍을 절대 벗어나지 않는다. 